# Rundsporthalle Ludwigsburg
Die Rundsporthalle Ludwigsburg ist eine 1971–1972 errichtete Sporthalle in der baden-württembergischen Stadt Ludwigsburg. Sie misst 27 × 53 m und weist 1805 Sitzplätze auf. Zu Basketballspielen konnte das Platzangebot auf bis zu 3008 Plätze erweitert werden. Bis zur Fertigstellung der Mehrzweckhalle Arena Ludwigsburg 2009 (heute MHPArena) war die Rundsporthalle Heimspielstätte der Bundesliga-Basketballer der MHP Riesen Ludwigsburg. Seitdem wird die Halle hauptsächlich für die Heimspiele der Jugend-, Frauen- sowie der zweiten Mannschaft des Stammvereins BSG Basket Ludwigsburg bzw. der Basketball-Akademie sowie Training und Testspiele der Profis genutzt.
In den Jahren 2014 und 2015 wurden Teile der Halle für rund 700.000 € saniert. U.a. wurden Umkleide- und Sanitärbereich, Brandschutz und Haustechnik erneuert, Räume neu aufgeteilt und die Fassade neu gestaltet.

## Galerie

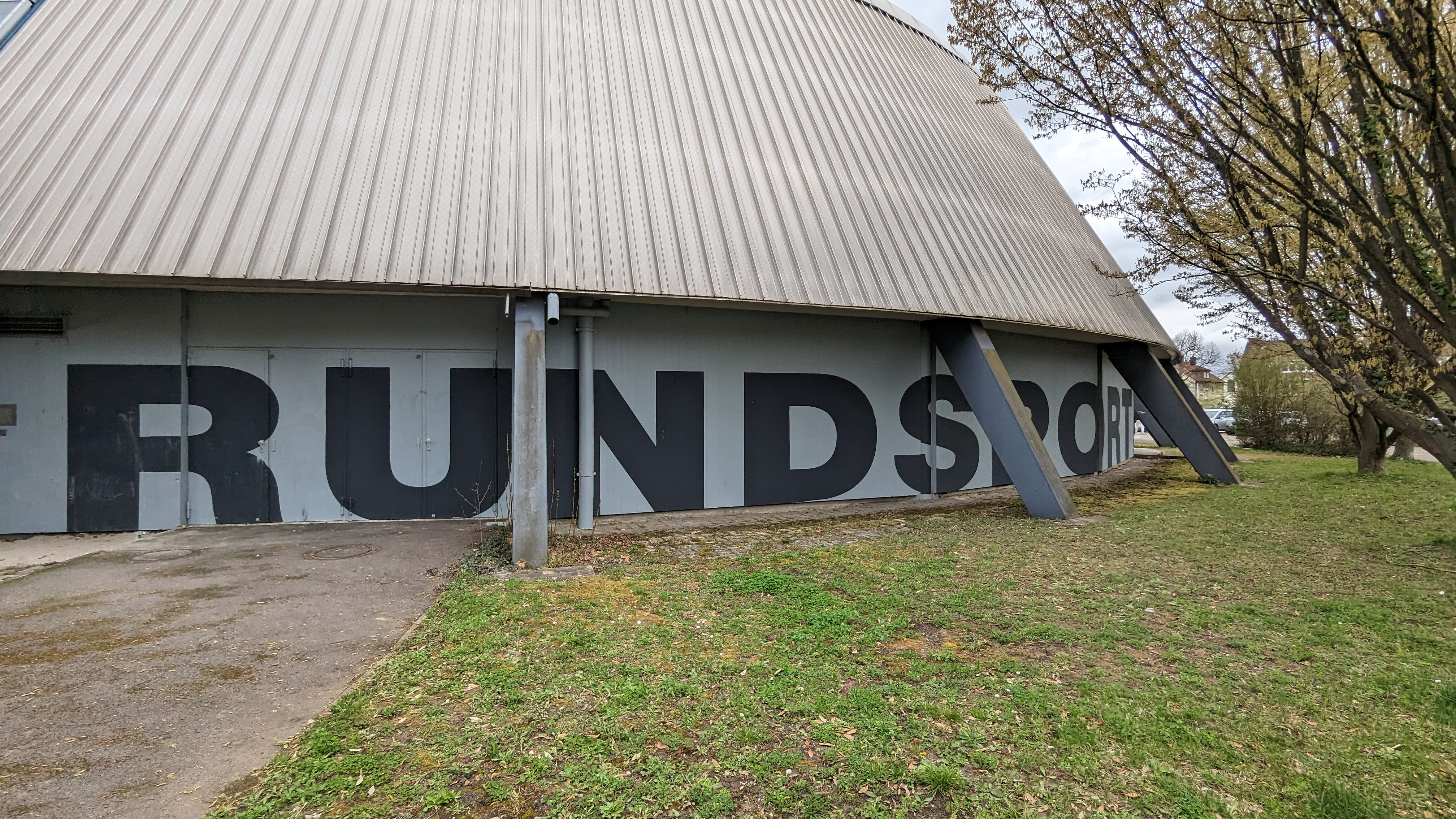
Rundsporthalle von außen 2023
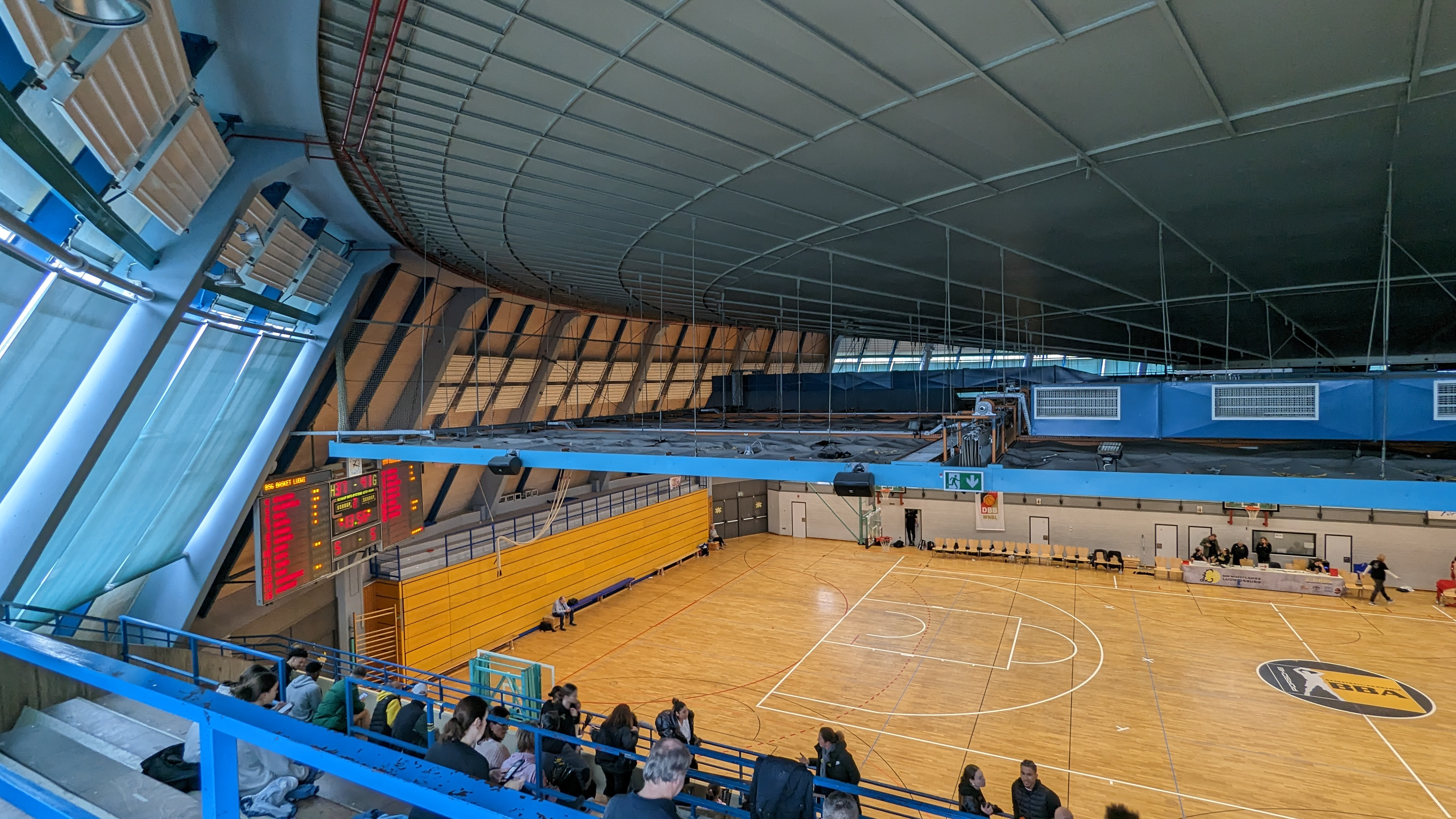
Blick in den Innenraum von der Haupttribüne 2023
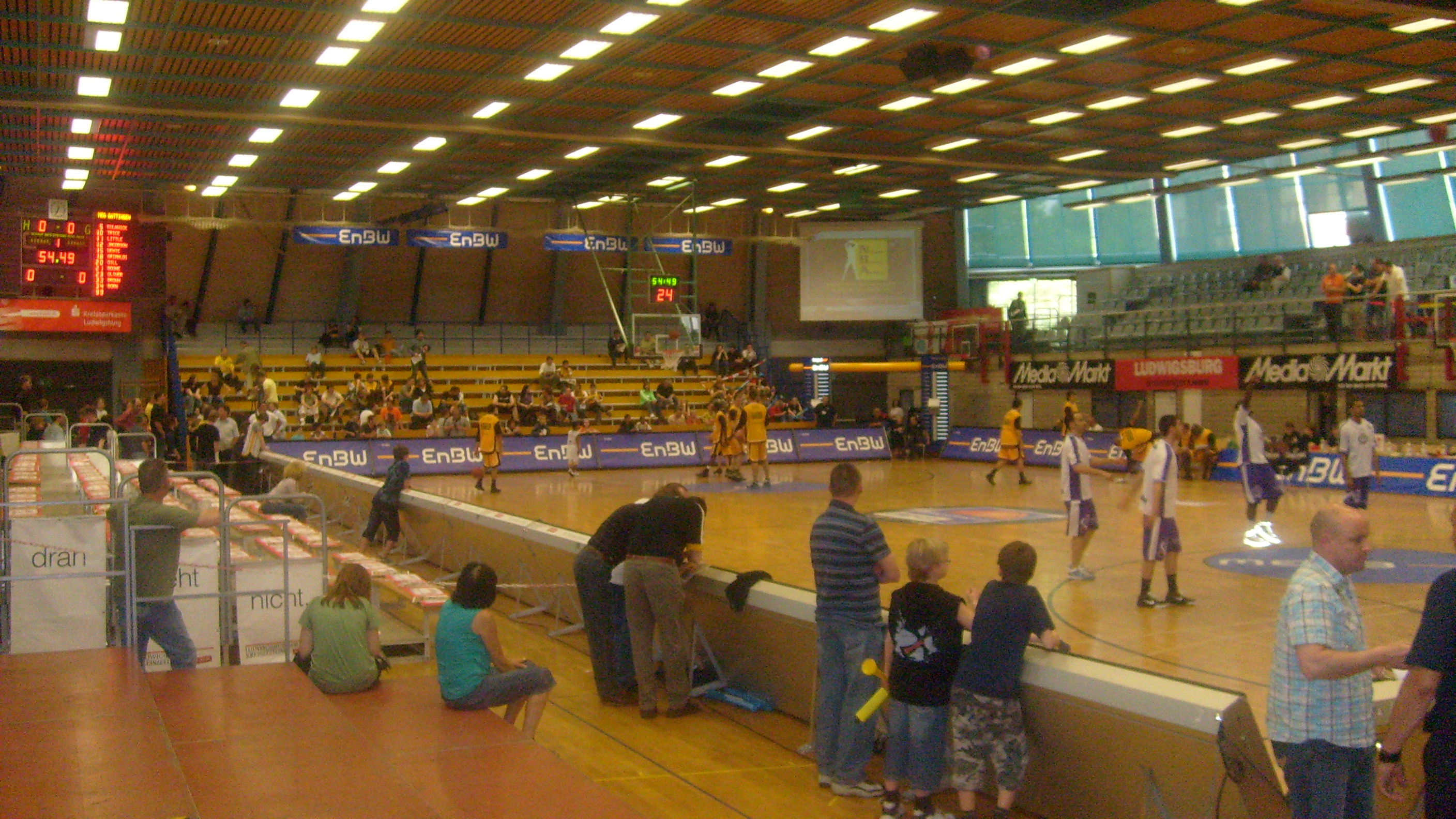
Innenraum der Rundsporthalle vor einem Basketballspiel
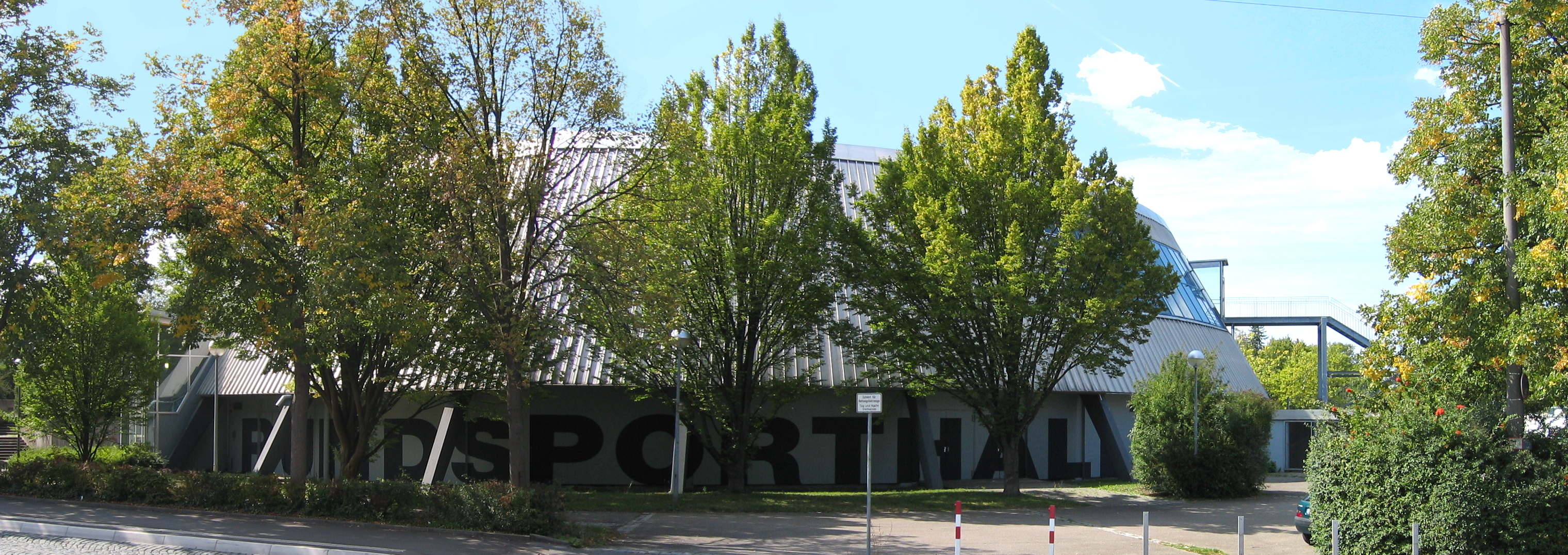
Rundsporthalle Ludwigsburg